# أنتونيو إرمان غونزاليس
أنتونيو إرمان غونزاليس (16 مايو 1935 - 2 فبراير 2007) سياسي أرجنتيني. شغل العديد من المناصب خلال رئاسة كارلوس منعم، مثل وزير الاقتصاد ووزير الصحة ووزير الدفاع ووزير العمل، ورئيس البنك المركزي الأرجنتيني. كما شغل منصب النائب الوطني لمنطقة بوينس آيرس وسفير الأرجنتين في إيطاليا.
وُلد إرمان غونزاليس في مقاطعة لاريوخا، وحصل على شهادة سي بي إيه من جامعة قرطبة الوطنية في عام 1960.
كان صديقًا مقربًا للرئيس منعم واتُهم بفضيحة تهريب أسلحة وتم اعتقاله مرة واحدة بهذه التهم.